# World of Wonder
A World of Wonder Productions é uma produtora fundada em 1991 pelos cineastas Fenton Bailey e Randy Barbato.. Com sede em Los Angeles, Califórnia, a empresa produz reality shows e programas de televisão documentários, longas-metragens e novas mídias, principalmente especializada em documentar literatura erótica, sexualidade e subcultura sexual.
Seus documentários incluem Mapplethorpe: Look at the Pictures (2016), Inside Deep Throat (2005), The Eyes of Tammy Faye (2000), Party Monster (1998), Monica in Black and White, Heidi Fleiss: The Would-be Madam of Crystal, e I Am Britney Jean.
Entre as produções televisivas da empresa estão a RuPaul's Drag Race, Million Dollar Listing, Big Freedia (Fuse) e Island Hunters.
A dupla produziu programação para a HBO, Showtime, Logo, VH1, IFC, Discovery, OWN, TLC, E!, HGTV, PBS e Channel 4. O blog da empresa, The WOW Report, foi eleito o Melhor Blog de Cultura da LA Weekly. Em 2014, Bailey e Barbato foram homenageados com o prêmio IDA Pioneer Award, "celebrando realizações excepcionais, liderança e visão na comunidade de não-ficção e documentário".

## História

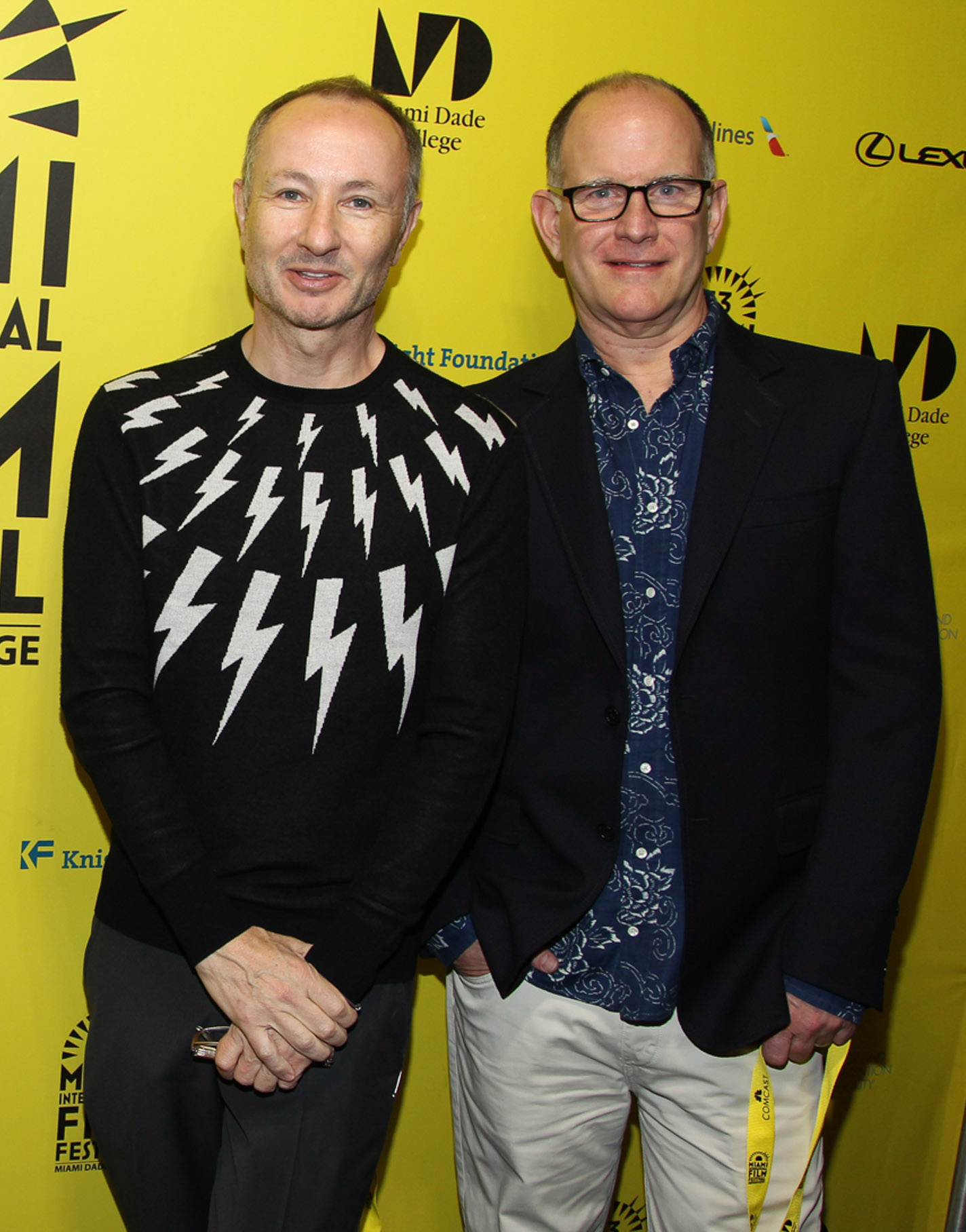
Os cineastas Fenton Bailey e Randy Barbato no Festival Internacional de Cinema de Miami, na apresentação de Mapplethorpe: Look at the Pictures (2016). Foto: David Heischrek

Fenton Bailey e Randy Barbato fundaram a World of Wonder Productions em 1991, um sucessor do selo "World of Wonder Records", localizado em Los Angeles, Califórnia.
Barbato e Bailey se conheceram no programa de pós-graduação da NYU, em meados dos anos 80. Com o objetivo de se tornarem famosos, eles formaram uma dupla de disco-pop-rock chamada Fabulous Pop Tarts e começaram a se apresentar regularmente na Danceteria e em outros clubes no centro de Nova York. Eles produziram dois álbuns, Age of the Thing, que incluiu seu single de sucesso, “New York City Beat”, e Gagging on the Lovely Extravaganza, que incluiu aparições de Lady Miss Kier, RuPaul, Martyn Phillips e Filthy the Dog. O World of Wonder foi organizado inicialmente para gerenciar o Fabulous Pop Tarts, e para permitir projetos de produção e licenciamento de televisão, produção de documentários e para ajudar a construir as carreiras de seus amigos e colegas artistas, particularmente de RuPaul.
World of Wonder opera principalmente a partir do seu edifício art-deco no Hollywood Boulevard. Projetado pelos arquitetos S. Tilden Norton e Fredrick H. Wallis e erguido em 1930, o edifício serviu como a casa original do Directors Guild of America. O World of Wonder Storefront Gallery agora ocupa o espaço de varejo do térreo, com escritórios de produção e gerenciamento ocupando os três andares superiores. O porão, que abrigou o clube de punk rock The Masque, agora abriga o arquivo de vídeo da empresa e um estúdio.
World of Wonder compartilha notavelmente seu nome com um de seus primeiros documentários televisivos, Died on the 4th of July: Nelson Sullivan's World of Wonder. Nelson Sullivan era uma figura central na cena de arte e boates da cidade de Nova York nos anos 80, filmando obsessivamente todos e tudo o que ele viu antes de morrer de um ataque cardíaco em 4 de julho de 1989. Ele deixou para trás mais de 1800 horas de imagens de vídeo que ele gravou nos últimos dez anos de sua vida. A partir deste arquivo, a World of Wonder criou o documentário de uma hora de Nelson, que foi ao ar no Channel 4 no Reino Unido, e também está incluído no lançamento em DVD de Party Monster: The Shockumentary.

## Produções televisivas e cinematográficas
A World of Wonder produz principalmente conteúdo televisivo para redes nos EUA e no Reino Unido, incluindo BBC, Channel 4, CINCO, HBO, Cinemax, Showtime, A & E, MTV, VH1, Bravo TV, Oxygen, Sky, Discovery e Living TV. Produções recentes bem conhecidas incluem RuPaul's Drag Race, Tori & Dean: Inn Love, Good Work, Million Dollar Listing, Heli-Loggers e Pam Anderson: Girl on the Loose. A World of Wonder também produziu a série de documentários One Punk Under God, Sex Change Hospital e TransGeneration, que ganhou o Prêmio GLAAD de 2006 por Documente Documentário.
A empresa produz o programas televisivos da RuPaul, como The RuPaul Show, bem como a franquia Drag Race, que consiste no RuPaul's Drag Race e RuPaul's Drag Race: All Stars, também o spin-off RuPaul's Drag U (que foi cancelado em 2012 depois de três temporadas) e RuPaul's Drag Race: Untucked, um after show nos bastidores que vai ao ar imediatamente após cada novo episódio da série original. Desde a sua criação, RuPaul's Drag Race levou a um recorde de audiência para o canal Logo da Viacom, e completou dez temporadas e quatro temporadas de All Stars na Logo, VH1 e OUTtv no Canadá.
Além de inúmeras produções televisivas, a World of Wonder também produziu vários documentários, como The Eyes of Tammy Faye, Party Monster: The Shockumentary, e The Last Beekeeper, bem como o longa-metragem Party Monster, estrelado por Macaulay Culkin. e Seth Green, Menendez: Blood Brothers estrelado por Courtney Love, Nico Tortorella, Benito Martinez e Myko Olivier Eles também lançaram o documentário Gender Revolution.
O documentário When the Beat Drops, dirigido por Jamal Sims, estreou no Miami International Film Festival em março de 2018 onde ganhou o prêmio Knight Documentary Achievement Award.

## RuPaul's DragCon
Em 2015, a WOW adicionou convenções ao seu portfólio com o lançamento do primeiro RuPaul's DragCon, localizado no Centro de Convenções de Los Angeles. 2 anos depois, a DragCon Los Angeles 2017 quebrou recordes com 40.000 participantes. Em setembro de 2017, a DragCon se expandiu para a cidade de Nova York no Centro de Convenções Javits.

## Serviço de streaming
Em novembro de 2017, a WOW lançou o serviço de streaming de assinaturas WOW Presents Plus. O serviço oferece conteúdo digital online exclusivo, webséries, conteúdo de bastidores e inédito.

### Videografia selecionada
Uma lista de WOW Presents selecionados é exibida com descrições retiradas do website Wow Presents Plus.